# Świadkowie Jehowy w Autonomii Palestyńskiej
Świadkowie Jehowy w Autonomii Palestyńskiej – społeczność wyznaniowa na terytorium Autonomii Palestyńskiej, należąca do ogólnoświatowej wspólnoty Świadków Jehowy, licząca w 2023 roku 78 głosicieli, należących do 2 zborów. Na dorocznej uroczystości Wieczerzy Pańskiej w 2023 roku zgromadziło się 213 osób. Działalność kaznodziejską na tym terenie Świadkowie Jehowy prowadzą od 1913 roku, a pierwszy zbór powstał w roku 1920.
Biuro Oddziału koordynujące działalność miejscowych głosicieli mieści się w Tel Awiwie, a Biuro Krajowe w Betlejem.

## Historia

### Początki
W 1891 roku podczas swojej pierwszej podróży za ocean Charles Taze Russell przebywał na terenie Palestyny.
W 1913 roku w rodzinnym Ramallah osiedlił się przybyły z Nowego Jorku Hanna Hechmi, młody zainteresowany, który dzielił się swoimi wierzeniami z każdym, kto okazał zainteresowanie. Wkrótce po wybuchu I wojny światowej z powodu zainteresowania jego osobą przez władze tureckie powrócił do Stanów Zjednoczonych. Jednakże zainteresował wierzeniami Badaczy Pisma Świętego rodzinę Kadura, u której mieszkał. Po zakończeniu I wojny światowej sześciu młodych arabskojęzycznych głosicieli ze Stanów Zjednoczonych powróciło do rodzinnego Ramallah. W roku 1920 w Ramallah powstał pierwszy zbór i biuro Towarzystwa Strażnica, a literaturę biblijną sprowadzano z Biura w Brooklynie. W tym samym roku Joseph Franklin Rutherford oraz Alexander Hugh Macmillan odwiedzili Palestynę, a Rutherford wygłosił też przemówienie publiczne w sali miejskiej w Ramallah. Tamtejszy zbór, do którego dołączyła rodzina Kadura, ich krewni rodzina Saah i rodzina ich sąsiada Awwada Faramanda, liczył wówczas 12 głosicieli, biorąc pod uwagę samych mężczyzn. Rozpoczął on organizowanie działalności kaznodziejskiej w Jerozolimie, Nazarecie, Hajfie i innych miastach Brytyjskiego Mandatu Palestyny.

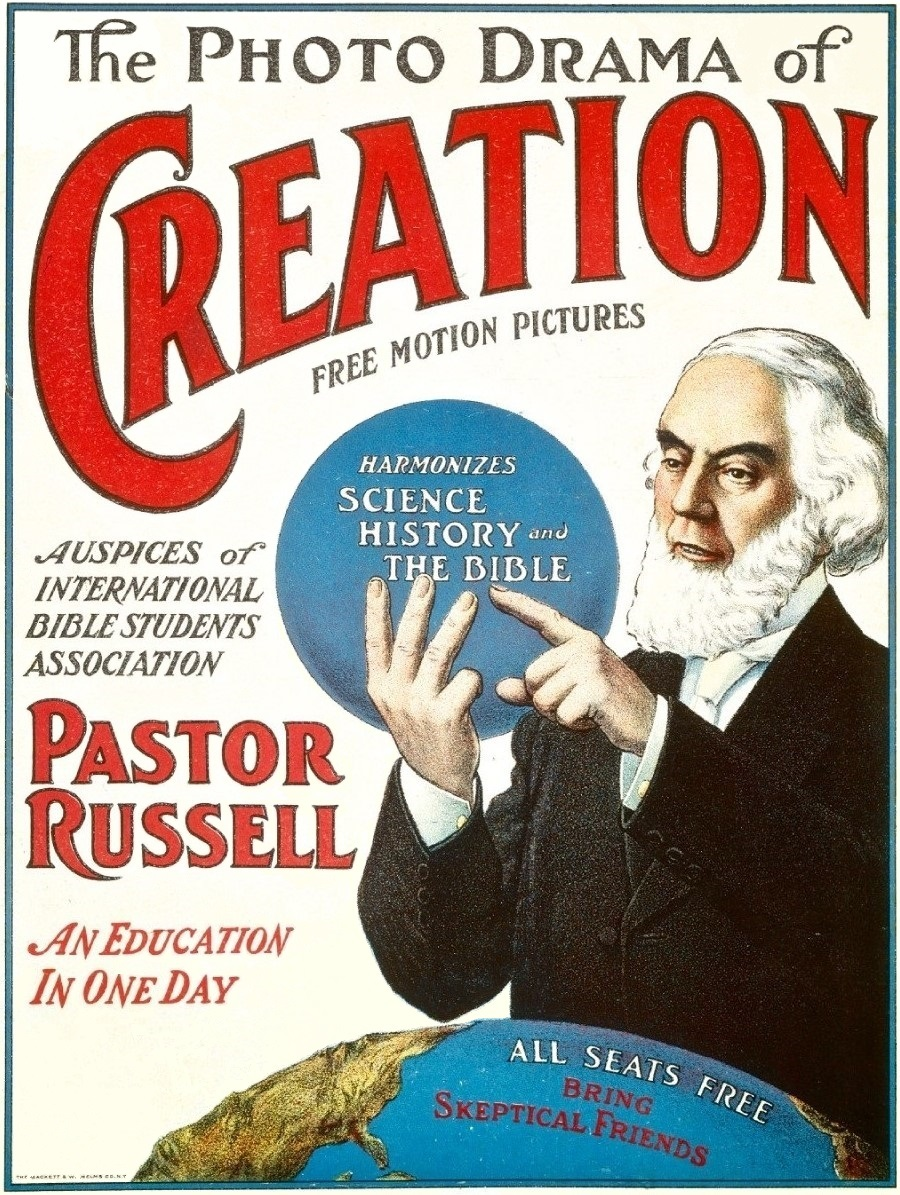
W roku 1920 wyświetlano „Fotodramę stworzenia” w języku arabskim

Jedyną dostępną wówczas książką Badaczy Pisma Świętego w języku arabskim był Boski plan wieków. W 1920 roku rozpoczęto wyświetlanie „Fotodramy stworzenia” w języku arabskim. Posługiwano się również scenariuszem filmu w formie książkowej pt. „Stworzenie czyli historja biblijna w obrazach”. Członkowie zboru w Ramallah podejmowali starania, by uczestniczyć w zgromadzeniach organizowanych w Bejrucie oraz w Trypolisie w Libanie. Od około roku 1924 czasopismo „Strażnica” było publikowane w języku arabskim. Było ono omawiane na zebraniach zborowych odbywających się w mieszkaniach prywatnych.
Wkrótce po II wojnie światowej do Hajfy powrócił Joseph Abdennour, który wierzenia Świadków Jehowy przyjął na Kubie. Jakiś czas później ze względów biznesowych przeniósł się do Nablusu, gdzie samotnie prowadził działalność kaznodziejską aż do śmierci w roku 1968.
W latach 30. XX wieku publikacje biblijne otrzymywał gorliwy katolik, nauczyciel religii arabskiej i katolickiej, prof. Khalil Kobrossi. Zamierzał on podważyć przedstawiane w nich poglądy religijne. Z czasem jednak przyjął wierzenia Świadków Jehowy. Od roku 1937 korespondencyjnie studiował Biblię ze Świadkami Jehowy. W roku 1939 odbył podróż do położonego w Libanie Trypolisu i tam został ochrzczony. Jego postawa sprawiła, że w roku 1940 został przeniesiony do Hebronu, a w roku 1942 do Bajt Dżala w aglomeracji Betlejem, gdzie prowadził działalność kaznodziejską. W roku 1942 powstał zbór w okolicy Betlejem (Bajt Dżala), a zebrania w latach 1942–1968 odbywały się w domu prof. Khalila Kobrossiego. Zbór ten przy okazji święta Pamiątki spotykał się ze zborem z Ramallah. W kongresie pod hasłem „Rozrost wszystkich narodów”, który się odbył w 1947 roku w Hajfie uczestniczyło ponad 80 Świadków Jehowy przybyłych z Ramallah, Bajt Dżala i Bat Jam.

### Lata 1948–1967
Po wybuchu wojny izraelsko-arabskiej utracono kontakt z Biurem Głównym w Brooklynie.
W 1948 roku, w wyniku zmian politycznych i podziału Mandatu Palestyny pomiędzy Izrael i Transjordanię, dwa zbory z rejonów Betlejem i Ramallah, do których należało około 30 głosicieli, znalazły się na terytorium Transjordanii. W latach 1948–1967 ze względu na ograniczenia przy przekraczaniu granicy izraelsko-arabskiej, poza okresami świąt religijnych nie było bezpośredniego kontaktu między głosicielami rozdzielonymi na obu terytoriach. Niektórzy głosiciele pochodzenia arabskiego przenieśli się do Libanu, Syrii lub Egiptu. Podczas wizyty Nathana H. Knorra w Jordanii na przełomie roku 1951 i 1952 zorganizowano pomoc materialną dla uchodźców palestyńskich po wojnie z 1948 roku.
W 1951 roku na terenie Zachodniego Brzegu Jordanu działalność kaznodziejską prowadziło 25 głosicieli. Wiosną 1951 roku, przy okazji święta Pamiątki, w wodach rzeki Jordan zorganizowano chrzest, który przyjęły 22 osoby. W uroczystości tej uczestniczył Salem Najib, sługa pierwszego libańskiego zboru, i grupka głosicieli z tego kraju. W 1952 roku w Ramallah powstał dom misjonarski i pierwszy raz przybyli misjonarze. W kwietniu 1952 zorganizowano zgromadzenie obwodowe. W marcu 1961 roku służbę misjonarską w Ramallah pełniło dwoje amerykańskich misjonarzy, Alfred Nussrallah wraz z żoną. Kilka miesięcy później zostali skierowani do Ammanu.
W listopadzie 1955 roku w Ramallah zorganizowano dwudniowe zgromadzenie obwodowe, w którym uczestniczyła grupa głosicieli z Libanu. Była na nim obecna tajna policja i po zgromadzeniu sługa obwodu, Amerykanin, został zabrany na przesłuchanie. Wiązało się to z oskarżeniami o sprzyjanie syjonistom, o co w tym czasie posądzano Świadków Jehowy na terenach arabskich. Działalność miejscowych głosicieli nadzorowało Biuro Oddziału w Libanie.
Na początku roku 1957 wprowadzono zakaz działalności Świadków Jehowy i ich publikacji. W czasie zakazu zebrania religijne urządzano potajemnie o różnych porach i w różnych miejscach. Dwa lata później odbyła się rozprawa w Sądzie Najwyższym, na której Świadkowie Jehowy zaprzeczyli rzekomym związkom z syjonistami i w efekcie w marcu 1960 roku wydano dekret rządowy uznający Świadków Jehowy za wspólnotę religijną, mającą prawo do praktykowania swojej religii. Zniesiono zakaz wobec „Strażnicy” i innych publikacji, otwarto Sale Królestwa, a zebrania odbywały się swobodnie. W 1963 roku delegaci uczestniczący w Okołoziemskim Kongresie Świadków Jehowy pod hasłem „Wiecznotrwała dobra nowina”, który zorganizowano również w Jerozolimie, zwiedzali miasta biblijne, m.in. Betlejem, Hebron, Jerycho i okolice Morza Martwego. Była to również okazja do udzielenia wsparcia współwyznawcom mieszkającym na tym terenie.
Jednakże w 1963 roku rząd ponownie wprowadził zakaz dla publikacji Świadków Jehowy, a 27 października 1964 anulował rejestrację wyznania. Ta sytuacja prawna trwała aż do tzw. wojny sześciodniowej, po której zbory w Ramallah i Betlejem znalazły się na terenie kontrolowanym przez państwo Izrael.

### Od roku 1967

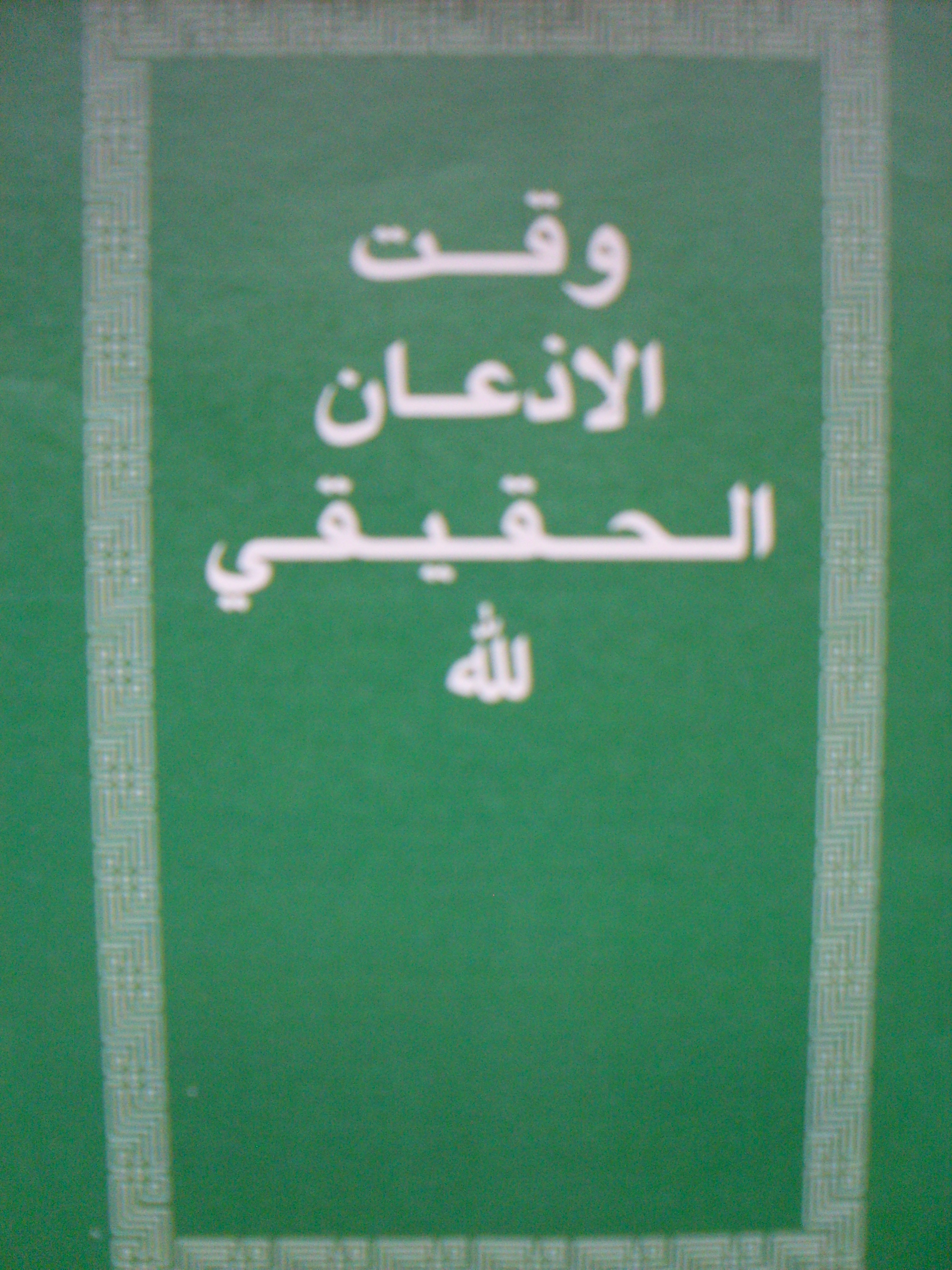
Broszura „Czas na prawdziwe poddanie się woli Bożej” w języku arabskim (1983)

W 1967 roku zniesiono ograniczenia działalności Świadków Jehowy na Zachodnim Brzegu Jordanu. Przez blisko 20 lat Świadkowie Jehowy z Izraela i z Zachodniego Brzegu nie mogli się ze sobą kontaktować. W 1967 roku kontakty wznowiono, a Świadkowie Jehowy mogli ponownie wspólnie się zgromadzać oraz prowadzić działalność kaznodziejską na Zachodnim Brzegu Jordanu. Od tego roku głosiciele ze zborów Ramallah i Betlejem uczestniczyli w zgromadzeniach obwodowych i okręgowych, które organizowano w Izraelu.
Zbory w Ramallah i Betlejem posiadają własne Sale Królestwa. Na Zachodnim Brzegu Jordanu w roku 1968 w działalności kaznodziejskiej brało udział 19, a 1980 roku – 40 głosicieli.
W 1990 roku odbył się kongres okręgowy pod hasłem „Czysta mowa” w Hajfie z udziałem 600 osób pochodzenia żydowskiego i arabskiego, będących Świadkami Jehowy. W 1994 roku powstała niewielka Sala Zgromadzeń w Betlejem.
W sierpniu 2001 roku delegacja Świadków Jehowy z Izraela i Autonomii Palestyńskiej uczestniczyła w kongresie międzynarodowym pod hasłem „Nauczyciele słowa Bożego” w Rzymie. Latem 2009 roku delegacja izraelskich oraz palestyńskich Świadków Jehowy była obecna na kongresie międzynarodowym pod hasłem „Czuwajcie!” w Rzymie.
W lipcu 2012 roku w Tel Awiwie zorganizowano kongres specjalny pod hasłem „Strzeż swego serca!”. Program został przedstawiony w języku hebrajskim, angielskim, arabskim, rosyjskim oraz izraelskim migowym. W kongresie uczestniczyło 3771 osób, w tym 1500 zagranicznych delegatów, także z Palestyny. W roku 2019 zanotowano liczbę 63 głosicieli.

## Sytuacja prawna
4 sierpnia 1999 roku skierowano do prezydenta wniosek o prawną rejestrację Świadków Jehowy w Autonomii Palestyńskiej, pozostał on jednak bez odpowiedzi. 20 września 2010 roku ponownie złożono wniosek o rejestrację prawną w Autonomii Palestyńskiej, który znów pozostał bez odpowiedzi. 2 października 2013 roku Sąd Najwyższy w Ramallah odrzucił wniosek o prawną rejestrację Świadków Jehowy na terenie Autonomii Palestyńskiej.
Ponieważ Świadkowie Jehowy nie są w Autonomii Palestyńskiej prawnie zarejestrowaną religią, władze nadal uniemożliwiają im korzystanie z podstawowych praw obywatelskich. Choć małżeństwa zawierane przez Świadków Jehowy w Izraelu przed kaznodzieją swojego wyznania są zgodne z prawem, to w Autonomii Palestyńskiej odmawia się im uzyskania potwierdzenia w postaci aktu ślubu. Utrudnia to m.in. zdobycie świadectw urodzenia ich dzieci. W styczniu 2014 roku po licznych odmowach władze palestyńskie wydały akty urodzenia dzieciom Świadków Jehowy. Od września 2010 roku Świadkowie Jehowy starają się o zalegalizowanie swojej działalności w Autonomii Palestyńskiej. Mimo braku rejestracji mogą się spotykać na zebraniach zborowych w Salach Królestwa, uczestniczyć w kongresach regionalnych, jak również prowadzić działalność ewangelizacyjną.